# Campeonato da Europa de Nações 2013
A quarta edição do Campeonato da Europa de Nações em atletismo teve lugar em 22 e 23 de junho de 2013 nas cidades de Gateshead (Reino Unido), Dublim (Irlanda), Kaunas (Lituânia) e Banská Bystrica (Eslováquia).

## Super Liga
Cidade anfitriã : Dublim, Irlanda.

### Países participantes
| Rússia · Alemanha · Ucrânia · Reino Unido · França · Polónia | Espanha · Itália · Bielorrússia · Turquia (promovido) · Grécia (promovido) · Noruega (promovido) |

### Classificação final
| Posição | País         | Pontos |
| ------- | ------------ | ------ |
| 1       | Alemanha     | 195    |
| 2       | Rússia       | 194    |
| 3       | Reino Unido  | 181    |
| 4       | Polónia      | 166    |
| 5       | França       | 164.5  |
| 6       | Ucrânia      | 160.5  |
| 7       | Espanha      | 123.5  |
| 8       | Itália       | 123    |
| 9       | Turquia      | 102    |
| 10      | Grécia       | 76     |
| 11      | Bielorrússia | 75.5   |
| 12      | Noruega      | 67     |

## Primeira Liga
Cidade anfitriã : Dublim, Irlanda.

### Países participantes
| Bélgica · Bulgária · Chéquia · Estónia · Finlândia · Hungria | Irlanda · Países Baixos · Portugal · Roménia · Suécia · Suíça |

### Classificação final
| Posição | País          | Pontos | Notas                             |
| ------- | ------------- | ------ | --------------------------------- |
| 1       | Chéquia       | 351.5  | Promovidos à Super Liga 2014      |
| 2       | Suécia        | 311    | Promovidos à Super Liga 2014      |
| 3       | Países Baixos | 299    | Promovidos à Super Liga 2014      |
| 4       | Roménia       | 297.5  |                                   |
| 5       | Portugal      | 269    |                                   |
| 6       | Finlândia     | 250.5  |                                   |
| 7       | Irlanda       | 242    |                                   |
| 8       | Bélgica       | 236.5  |                                   |
| 9       | Hungria       | 225    |                                   |
| 10      | Estónia       | 211    |                                   |
| 11      | Bulgária      | 208    | Despromovidos à Segunda Liga 2014 |
| 12      | Suíça         | 206    | Despromovidos à Segunda Liga 2014 |

## Segunda Liga
Cidade anfitriã : Kaunas, Lituânia.

### Países participantes
| Áustria · Croácia · Chipre · Dinamarca | Israel · Lituânia · Sérvia · Eslovênia |

## Terceira Liga
Cidade anfitriã : Banská Bystrica, Eslováquia.

### Países participantes
| Gibraltar · Liechtenstein · Mónaco · San Marino) · Albânia · Andorra · Armênia · Azerbaijão · Bósnia e Herzegovina · Geórgia | Islândia · Letônia · Luxemburgo · Macedônia do Norte · Malta · Moldávia · Montenegro · Eslováquia |